# Droga wojewódzka nr 207
Droga wojewódzka nr 207 (DW207) -  droga wojewódzka w województwie  kujawsko-pomorskim o długości 3 km, łącząca Wielki Lubień z mostem na Wiśle w Grudziądzu.

## Miejscowości przy trasie

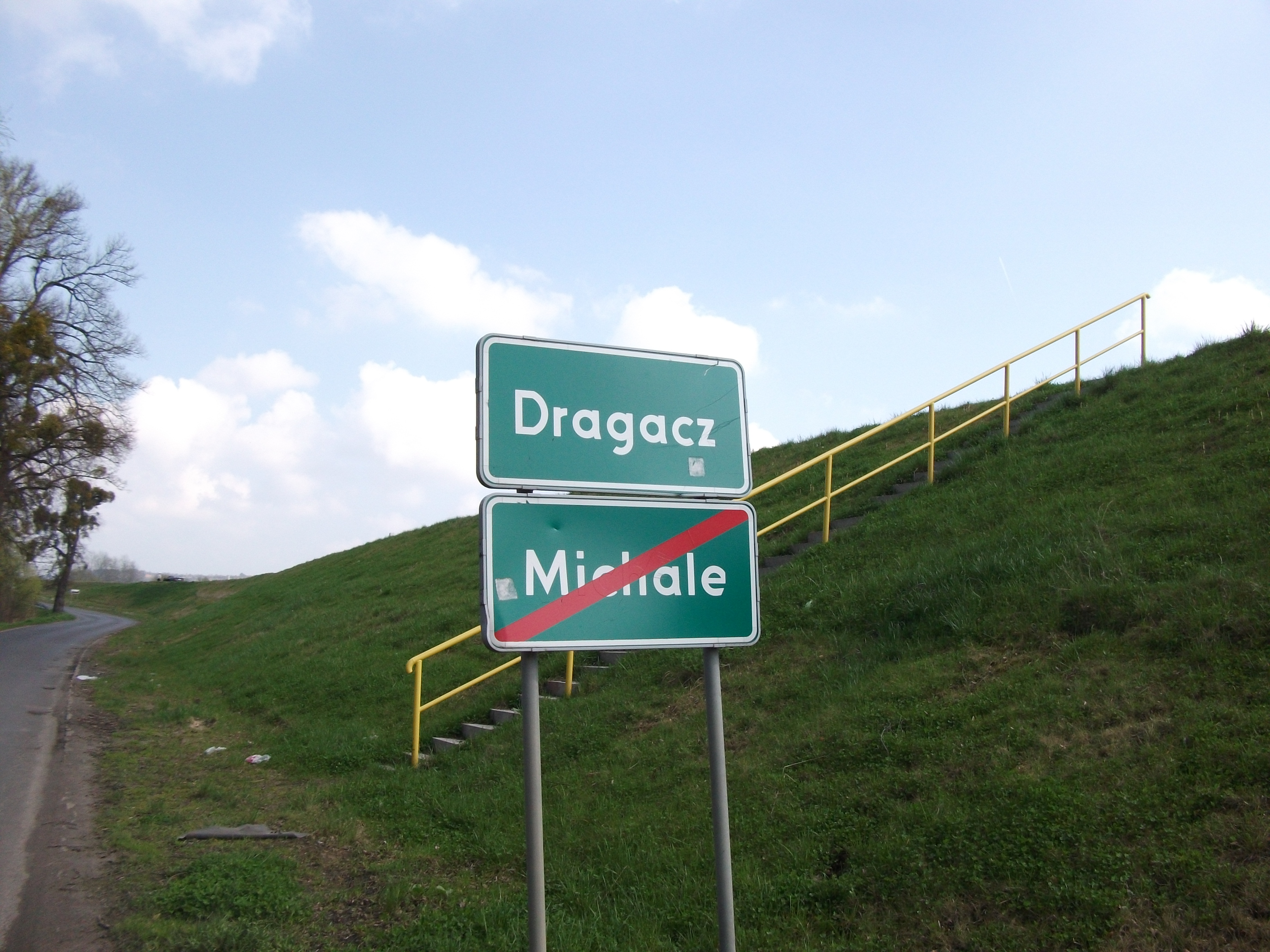
Droga przy wale Wisły

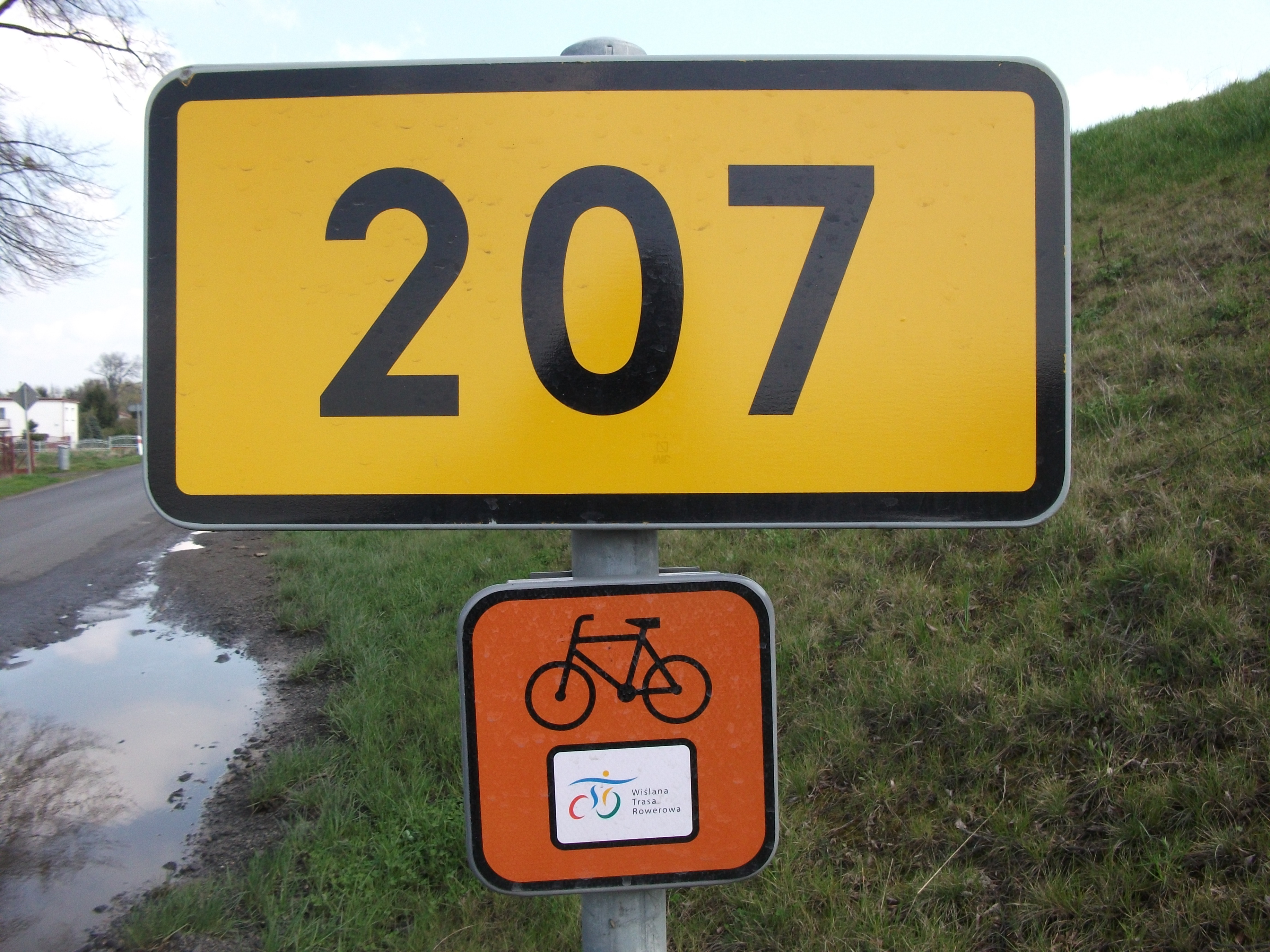
Droga wojewódzka nr 207

- Wielki Lubień
- Dragacz
- Droga przy wale WisłyDroga wojewódzka nr 207Michale